# Force opérationnelle interarmées X
Pour les articles homonymes, voir Foix (homonymie).
La Force opérationnelle interarmées X, abrégée en FOI X, (Joint Task Force X, abrégée en JTF X, en anglais) est une unité de haute disponibilité du Commandement du renseignement des Forces canadiennes responsable de fournir du renseignement d'origine humaine aux opérations des Forces armées canadiennes. Elle est basée sur la base des Forces canadiennes Kingston en Ontario.

## L'insigne
Le blason de  la Force opérationnelle interarmées X) adopté en 2013 est  révélateur sur ses ambitions et ses missions.  L’utilisation de la désignation «X» est destiné à rappeler qu’elle se situe dans la continuité du Camp X, le fameux centre d'entrainement des espions canadiens durant la seconde guerre mondiale. Le corbeau figure sur l’insigne parce qu’il est un illusionniste rusé capable de se métamorphoser. Sa couleur noire symbolise la nature clandestine du FOI-X. Ancien symbole romain du secret, la rose rouge est utilisée par plusieurs unités de renseignement de l’OTAN. Le couteau de combat symbolise le ciblage et la frappe. La devise latine de l’unité signifie «Cherchez et vous trouverez ».

## Création et missions
En 2013, la Défense nationale a officialisé la création de son nouveau service secret offensif « musclé » portant le nom énigmatique de Force opérationnelle interarmées « X » FOI-X, dont la mission est de recruter à l’extérieur du Canada des sources humaines exploitables à des fins militaires. Cette appellation FOI-X (JTF-X) porte à confusion avec les commandos de la FOI-2 (JTF-2) qui relèvent eux du commandement des forces spéciales et qui ont des missions d’intervention dynamiques : opérations de commandos pour capturer ou exécuter des dirigeants ennemis, libération d’otages, destruction d’objectifs militaires ou mission de ciblage derrière les lignes ennemies. Le plan de développement stratégique 2013-2019 du nouveau service d’espionnage militaire affirme que l'objectif de l'État-Major de la défense est de lui assurer une place prépondérante parmi les services de renseignement canadiens : Sections d’enquête de sécurité nationale de la GRC, Service Canadien du renseignement de Sécurité (SCRS) et Centre de la sécurité des télécommunications (CSTC), responsable de l’espionnage électronique en optimisant sa capacité de collecte de renseignements à travers la planète.
Le 5 octobre 2018, La Défense nationale a inauguré le nouveau Siège de 52 millions de dollars de la FOI-X à la BFC de Kingston. L’édifice porte le nom de Sir William Samuel Stephenson, le célèbre maître-espion canadien de la Seconde Guerre Mondiale.

## Opérations
Dans des zones de guerre, les agents de la FOI-X sont parfois observés par d’autres soldats canadiens en opération. Ils sont souvent accompagnés de natifs du pays qui agissent comme interprètes et facilitateurs. Quand ils portent un uniforme, il est différent de la tenue de combat régulière, n’arborant aucun insigne, aucun grade, aucune plaque d’identité. Les espions militaires canadiens portent des armes non standards et des systèmes de communications ultrasophistiqués particuliers. En 2013, un membre de la FOI-X, le caporal-chef Charles Matiru, s’est suicidé victime d’un épisode de stress post-traumatique après de multiples missions en Afghanistan. Sa famille reproche à la Défense nationale de ne pas lui avoir donné le soutien que nécessitait son état psychologique.

## Annexe